# 薳泄
薳泄（？—前536年），芈姓，薳氏（蒍氏），名泄，中国春秋时期楚国大夫。
前536年，徐仪楚聘问楚国，楚灵王将其囚禁，后来他逃回徐国。楚灵王怕他叛楚，派薳泄进攻徐国。令尹子蕩率师伐吴国，失败，归罪于薳泄将他杀死。